# Schimperlusern/traslusern
Schimperlusern/traslusern (Medicago laciniata) är en ärtväxtart som först beskrevs av Carl von Linné, och fick sitt nu gällande namn av Philip Miller. Enligt Catalogue of Life ingår Schimperlusern/traslusern i släktet luserner och familjen ärtväxter, men enligt Dyntaxa är tillhörigheten istället släktet luserner och familjen ärtväxter. Arten förekommer tillfälligt i Sverige, men reproducerar sig inte.

## Underarter
Arten delas in i följande underarter:
- M. l. laciniata
- M. l. schimperiana
- M. l. brachyacantha
- M. l. brachycantha

## Bildgalleri

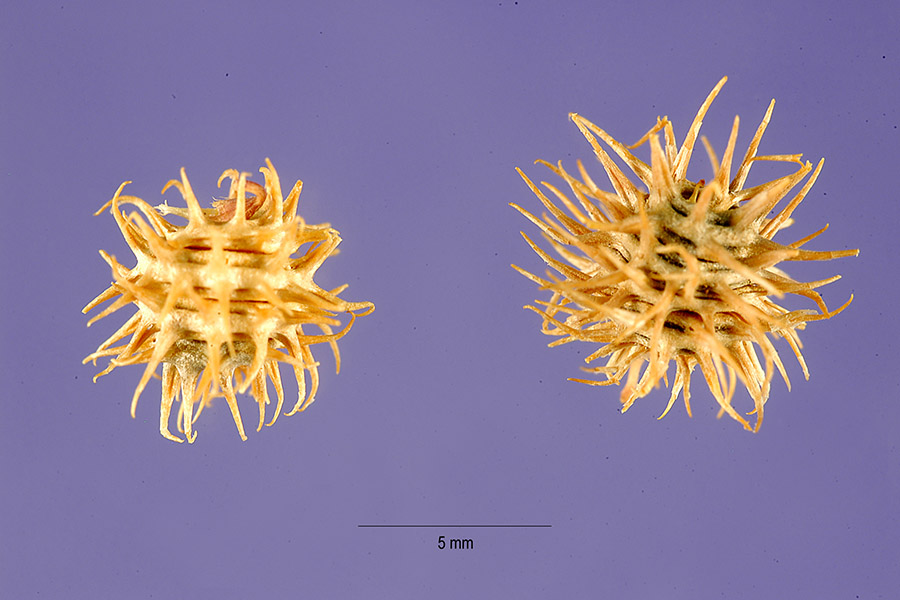
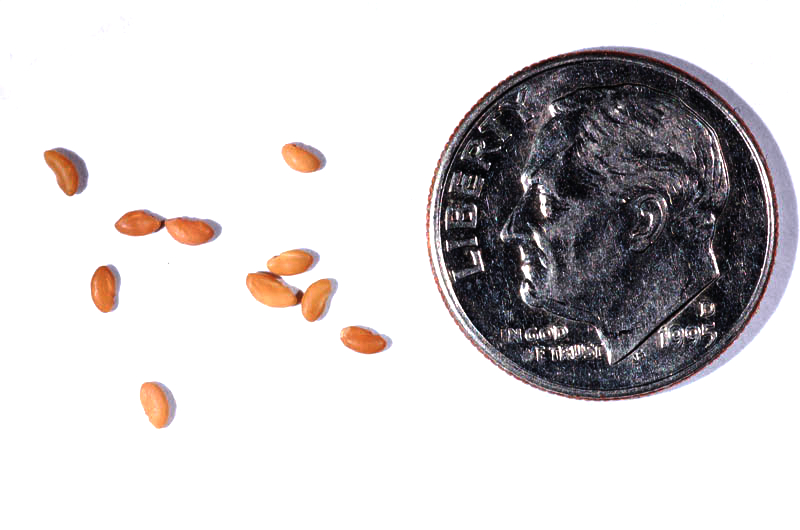